# 2812 Scaltriti
A 2812 Scaltriti (ideiglenes jelöléssel 1981 FN) a Naprendszer kisbolygóövében található aszteroida. Edward L. G. Bowell fedezte fel 1981. március 30-án.